# Kajk
Kajk – wieś w Armenii, w prowincji Aragacotn. W 2011 roku liczyła 441 mieszkańców.